# Sylwia Pycia

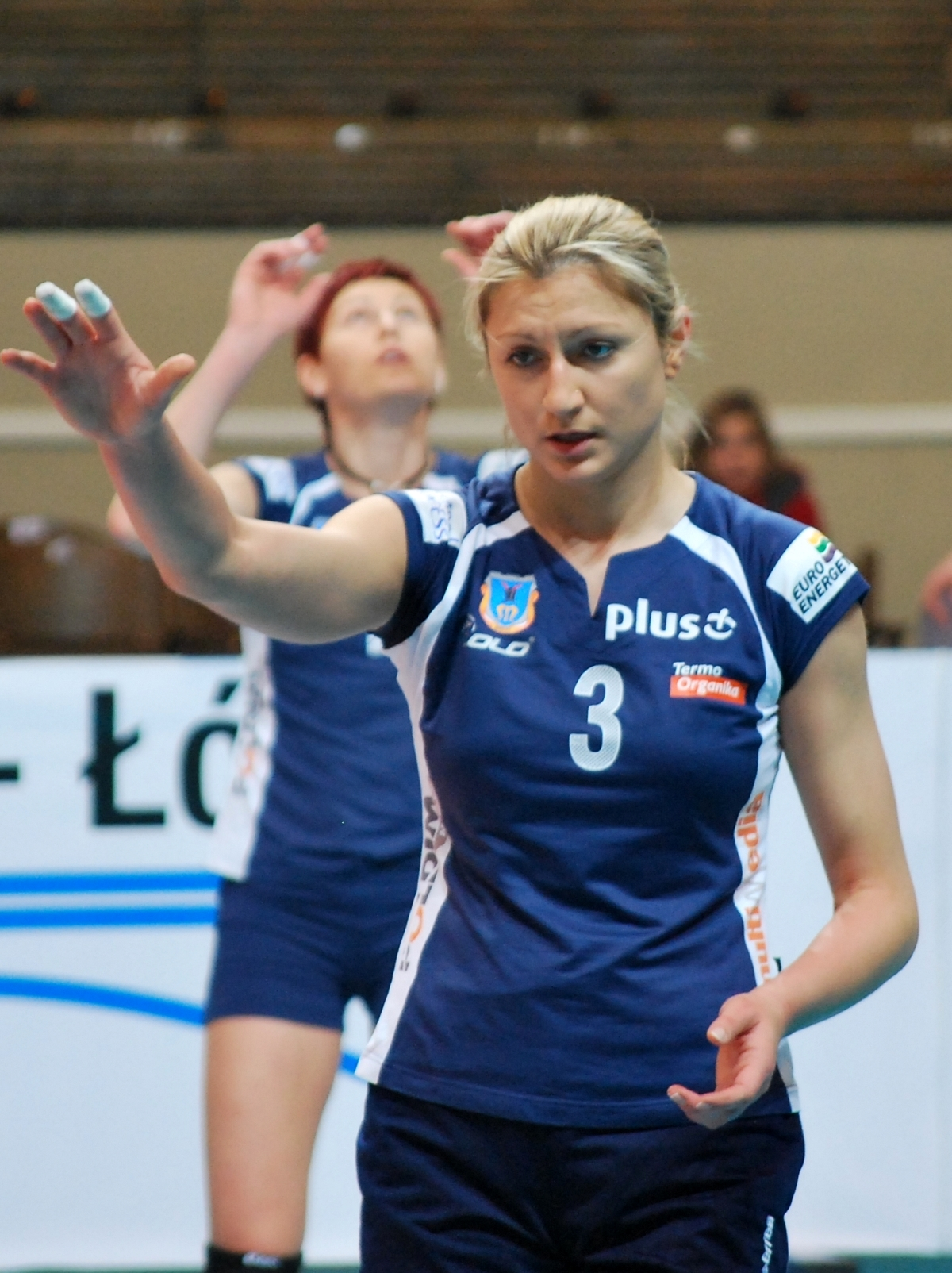
Sylwia Pycia zawodniczką Stali Mielec w sezonie 2010/2011

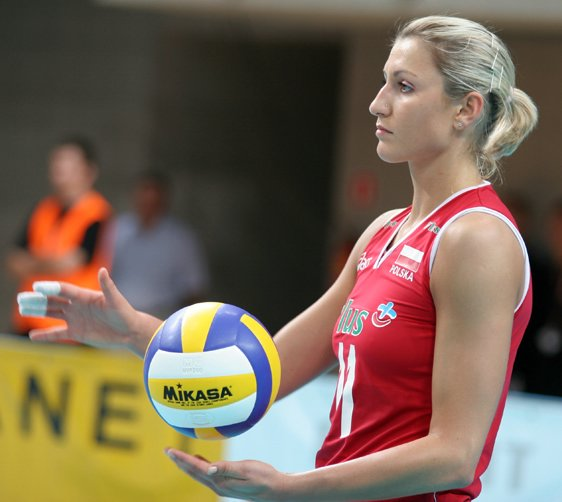
Sylwia Pycia reprezentantką Polski w 2006 roku

Sylwia Edyta Pycia (ur. 20 kwietnia 1981 w Krakowie) – polska siatkarka, grająca na pozycji środkowej, reprezentantka kraju. Zdobywczyni złotego medalu na Mistrzostwach Europy w 2005 roku. Wraz z reprezentacją zajęła także szóste miejsce na Mistrzostwach Europy 2001, siódme na Grand Prix 2005, czwarte w Pucharze Wielkich Mistrzyń 2005 oraz piętnaste na Mistrzostwach Świata w 2006 roku.
Postanowieniem Prezydenta RP z dnia 22 listopada 2005 roku została odznaczona Złotym Krzyżem Zasługi.

## Życie prywatne
W Mikołowie otworzyła swój własny salon kosmetyczny pod nazwą „Strefa Urody”. W 2018 roku wyszła za mąż za szczypiornistę Filipa Jarosza. W 2019 roku w szpitalu w Łubinowej urodziła syna Bartosza.

## Kariera siatkarska
| Kariera juniorska | Kariera juniorska             | Kariera juniorska | Kariera juniorska | Kariera juniorska | Kariera juniorska | Kariera juniorska | Kariera juniorska | Kariera juniorska | Kariera juniorska | Kariera juniorska |
| ----------------- | ----------------------------- | ----------------- | ----------------- | ----------------- | ----------------- | ----------------- | ----------------- | ----------------- | ----------------- | ----------------- |
| Lata              | Klub                          |                   |                   |                   |                   |                   |                   |                   |                   |                   |
|                   | MOSiR-MOSM Tychy              |                   |                   |                   |                   |                   |                   |                   |                   |                   |
| 1996–2000         | SMS PZPS Sosnowiec            |                   |                   |                   |                   |                   |                   |                   |                   |                   |
| Kariera seniorska |                               |                   |                   |                   |                   |                   |                   |                   |                   |                   |
| Sezon             | Klub                          |                   |                   |                   |                   |                   |                   |                   |                   |                   |
| 2000/2001         | Skra Warszawa                 |                   |                   |                   |                   |                   |                   |                   |                   |                   |
| 2001/2002         | Skra Warszawa                 |                   |                   |                   |                   |                   |                   |                   |                   |                   |
| 2002/2003         | Skra Warszawa                 |                   |                   |                   |                   |                   |                   |                   |                   |                   |
| 2004/2005         | AZS AWF Poznań                |                   |                   |                   |                   |                   |                   |                   |                   |                   |
| 2005/2006         | AZS AWF Poznań                |                   |                   |                   |                   |                   |                   |                   |                   |                   |
| 2006/2007         | Pronar AZS Białystok          |                   |                   |                   |                   |                   |                   |                   |                   |                   |
| 2007/2008         | MKS Muszynianka-Fakro Muszyna |                   |                   |                   |                   |                   |                   |                   |                   |                   |
| 2008/2009         | MKS Muszynianka-Fakro Muszyna |                   |                   |                   |                   |                   |                   |                   |                   |                   |
| 2009/2010         | MKS Muszynianka-Fakro Muszyna |                   |                   |                   |                   |                   |                   |                   |                   |                   |
| 2010/2011         | Stal Mielec                   |                   |                   |                   |                   |                   |                   |                   |                   |                   |
| 2011/2012         | Stal Mielec                   |                   |                   |                   |                   |                   |                   |                   |                   |                   |
| 2012/2013         | Budowlani Łódź                |                   |                   |                   |                   |                   |                   |                   |                   |                   |
| 2013/2014         | Budowlani Łódź                |                   |                   |                   |                   |                   |                   |                   |                   |                   |
| 2014/2015         | Budowlani Łódź                |                   |                   |                   |                   |                   |                   |                   |                   |                   |
| 2015/2016         | Budowlani Łódź                |                   |                   |                   |                   |                   |                   |                   |                   |                   |
| 2016/2017         | Budowlani Łódź                |                   |                   |                   |                   |                   |                   |                   |                   |                   |

## Sukcesy klubowe
Mistrzostwo Polski:
- 2008, 2009
- 2002, 2010, 2017

Superpuchar Polski:
- 2009

## Sukcesy reprezentacyjne
Mistrzostwa Europy:
- 2005[2]

Igrzyska Europejskie:
- 2015